# Відеомагнітофон

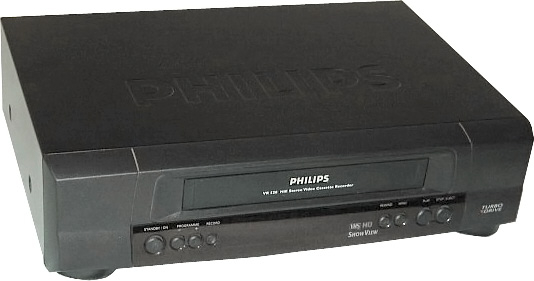
Побутовий відеомагнітофон VHS

Відеомагнітофо́н — апарат для запису відеосигналу та звуку на магнітну плівку з метою подальшого відтворення.
Відеомагнітофони класифікуються по форматах відеозапису, стандартах телемовлення та видах використання.

## Професійні відеомагнітофони

### Студійний відеомагнітофон
Ці магнітофони дуже надійні і здатні робити відеозапис з високою якістю. Використовуються в технічних і ефірних апаратних, в пересувних телевізійних станціях (ПТС), в системах архівування.
Студійні апарати, як правило, мають спеціальні засоби для монтажу з покадровою точністю, регулювання параметру часових викривлень, лічильник синхроімпульсів. Висока якість запису цих відеомагнітофонів зумовлена стабільною конструкцією механізма протягування плівки, поєднанням електроніки і точної механіки.

### Монтажний відеомагнітофон
Дані апарати — це, можна сказати, спрощена версія студійного магнітофона. Вони, як правило, обладнанні пультом дистанційного керування, коректором часових виправлень, можливістю відеомонтажу з покадровою точністю. Використовуються в монтажних і ефірних апаратних, ПТС.

### Компактний відеомагнітофон
Ці апарати мають малу вагу і розміри, призначені для позастудійної роботи, застосовуються для контрольного перегляду телесюжетів, а деколи і для резервного запису. Теоретично на них можна проводити монтаж, але це приведе до передчасного зносу. Можуть працювати як від електричної мережі так і від акумуляторів.
Портативні пристрої мають ще менші розміри і вагу і можуть входити до складу телевізійного журналістського комплекту (ТЖК). Запис може проводитися як на магнітну стрічку, так і на жорсткий диск (для цифрових пристроїв). Вони не призначені для повноцінних монтажних робіт, але цілком придатні для попереднього монтажу в період зйомки.

### Накамерний відеомагнітофон
Ці апарати через спеціальний адаптер кріпляться до відеокамери, роблячи єдиний блок. Для роботи використовуються акумулятори різної ємності, які забезпечують живленням відеомагнітофон, відеокамеру і освітлювальний прилад. «Накамерник» має входи для виносних мікрофонів, значення часового коду (TC, timecode), можливість перегляду матеріалу.

## Побутові відеомагнітофони
Ці апарати призначені для використання вдома. Мають меншу надійність і функціональність, ніж професійні і як наслідок — меншу вартість.

## Історія

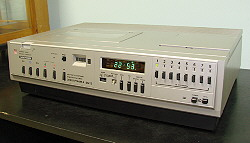
Електроніка ВМ-12 перший радянський відеомагнітофон 1984 рік.

Перший у світі відеомагнітофон моделі «VRX-1000» був представлений фірмою «Ampex» 14 березня 1956.